# Cecília Fondevila i Monfort
Cecília Fondevila i Monfort (Barcelona, 1935 - ibídem, 13 d'octubre de 1999) fou una soprano catalana, que va actuar al llarg de molts anys al Gran Teatre del Liceu de Barcelona.
Vas estudiar al Conservatori Superior de Música del Liceu de Barcelona, amb Dolors Frau i Raimon Torres. Va continuar els seus estudis musicals a Milà, amb Gino del Signore i Tonini. Entre 1964 i 1971 va fer recitals acompanyada de Mercè Llatas (1901-1990), professora de piano del Liceu. Va interpretar diversos papers al Liceu entre 1967 i 1987, i va participar també en representacions d'òpera en altres teatres, en ciutats com ara Madrid, València, Las Palmas, Saragossa, Maó, Bilbao, Oviedo, Tolosa de Llenguadoc, Valence (França) i Grenoble (França).
En l'11è Concurs Internacional Maria Canals, en 1965, va guanyar una medalla, participant en la sessió de clausura del dia 6 d'abril. En 1967 va guanyar la medalla d'or en el Concurs Internacional de cant de Tolosa de Llenguadoc. En 1995 va participar com a membre del jurat del Concurs Internacional Maria Canals, en la part de cant. Va obtenir també un segon premi al concurs de Llangollen (Anglaterra), i un tercer premi i primer de música espanyola al Concurs Internacional de Cant Francesc Viñas.
El 29 d'abril de 1997 va participar com a cantant en la Gala Lírica de commemoració dels 160 anys del Conservatori Superior de Música del Liceu de Barcelona, un esdeveniment que va reunir un bon grup de cantants que havien passat per l'escenari del teatre: Maria Carmen Hernández, María Uriz, Manuel Ausensi, Carmen Bustamente, Eduard Giménez, Joan Pons i Jaume Aragall.
Al llarg de la seva carrera va actuar diverses vegades al Palau de la Música Catalana. Va ser professora de cant al Conservatori del Liceu.

## Actuacions al Liceu[14][15]
- Desembre 1967 - La dama de piques, de Piotr Ilitx Txaikovski, amb Radmila Bakočević, Liubomir Bodúrov, Jovan Gligorijević, Nicola Mitić i altres.[16]
- Desembre 1967 - L'amor de les tres taronges, de Serguei Prokófiev, amb Zarco Cvejić, Stjepan Andrasević, Marijana Radev i altres.[17]
- Novembre 1968 - Don Carlos, de Giuseppe Verdi, amb Ivo Vinco, Pedro Lavirgen, Manuel Ausensi, Giovanni Foiani, Maria Angela Rosati, Fiorenza Cossotto i altres.[18]
- Desembre 1968 - Die Walküre, de Richard Wagner, amb Claude Heater, Karl-Christian Kohn, Willibald Vohla, Helga Dernesch, Ludmila Dvořáková, Soňa Červená, Maria Teresa Batlle i altres.[19]
- Febrer 1970 - Nabucco, de Verdi, amb Cornell MacNeil, Josep Carreras, Bonaldo Giaiotti, Emma Renzi, Alicia Maraslian i altres.[20]
- Desembre 1970 - Elektra, de Richard Strauss, amb Soňa Červená, Eldemira Calomfirescu, Enriqueta Tarrés, Connel Byrne, Rolf Polke i altres.[21]
- Desembre 1970 - Parsifal, de Wagner, amb Rolf Polke, Harry Dworchak, Peter Lagger, Sandor Konya, Arwed Sander, Amy Shuard i altres.[22]
- Desembre 1971 - Don Carlos, de Verdi, amb Bonaldo Giaiotti, Bruno Prevedi, Vicenç Sardinero, Giovani Gusmeroli, Joan Pons, Montserrat Caballé, Shirley Verrett i altres.[23]
- Gener 1972 - Götterdämmerung (el capvespre dels déus), de Wagner, amb Helge Brilioth, Rolf Kühne, Heinz Hagenau, Berit Lindholm, Margaret Kalil, Lolita Torrentó i altres.[24]
- Desembre 1972 - Suor Angelica, de Giacomo Puccini, amb Katia Ricciarelli, Melita Miculs, Licia Galvano, Mildred Tyree, Rosa Maria Ysàs.[25]
- Agost 1973 - Aida, de Verdi, amb Joan Pons, Stella Silva, Ella Lee, Pedro Lavirgen, Giovanni Gusmeroli, Matteo Manuguerra, Josep Ruiz.[26]
- Agost 1973 - La traviata, de Verdi, amb Montserrat Caballé, Gianna Lollini, Jaume Aragall, Vicenç Sardinero i altres.[26]
- Agost 1973 - Carmen, de Georges Bizet, amb Pedro Lavirgen, Joann Grillo, Matteo Manuguerra, Rafael Campos i altres.[26]
- Novembre 1973 - Caterina Cornaro, de Gaetano Donizetti, amb Montserrat Caballé, Jaume Aragall, Renato Bruson i altres. Estrena al Liceu i a Espanya.[27]
- Novembre 1973 - L'amore dei tre re, òpera d'Italo Montemezzi, amb Dimiter Petkov, Attilio d'Orazi, Pedro Lavirgen, José Manzaneda, Josep Ruiz, Ileana Meriggioli, Carmen Hernández. Estrena al Liceu i a Espanya.[28]
- Desembre 1975 - Don Gil de Alcalá, de Manuel Penella Moreno, amb Vicenç Sardinero, María Uriz, Ángeles Chamorro, Joan Pons, Dalmau González, Eduard Giménez, Dídac Monjo.[27]
- Gener 1976 - La traviata, de Verdi, amb Elena Mauti-Nunziata, Jaume Aragall, Garbis Boyagian, María Uriz, José Manzaneda, Jorge Cebrián, Joan B. Rocher, Joan Pons.[27]
- Novembre 1976 - Tosca, de Puccini, amb Montserrat Caballé, Josep Carreras i Ingvar Wixell.
- Desembre 1976 - Götterdämmerung (el capvespre dels déus), de Wagner, amb Danica Mastilović, Jean Cook, Sylvia Anderson, Herbert Becker i altres.
- Desembre 1976 - Médée, de Luigi Cherubini, amb Montserrat Caballé, Christine Weidinger, María Cándida, María Uriz, Luis Lima, Nicola Zaccaria, Rafael Campos.
- Gener 1977 - Il trovatore, de Verdi, amb Aurea Gomes, Fiorenza Cossotto, Pedro Lavirgen, Vicenç Sardinero, Ivo Vinco i altres.
- Febrer 1977 - Otello, de Verdi, amb Elena Mauti-Nunziata, Plácido Domingo, Guillermo Sarabia, Joan Pons i altres.
- Febrer 1977 - Parsifal, de Wagner, amb Eva Randová, Lolita Torrentó, Regina de Andrés, Rosa Maria Ysàs, Joan Pons, Bartomeu Bardagí i altres.
- Novembre 1977 - Aida, de Verdi, amb Ljiljana Molnar-Talajić, Fiorenza Cosotto, Pedro Lavirgen, Vasili Janulako, Ivo Vinco, Joan Pons.
- Desembre 1977 - Adriana Lecouvreur, de Francesco Cilea, amb Antonietta Cannarile, María Luisa Nave, Lolita Torrentó, Jaume Aragall/Pedro Lavirgen i altres.
- Gener 1978 - Lucia di Lammermoor, de Donizetti, amb Rosetta Pizzo, Umberto Grilli, Enric Serra i altres.
- Gener 1978 - Carmen, de Bizet, amb Alexandrina Miltxeva, Carmen Hernández, María Uriz, Plácido Domingo, Vicenç Sardinero, Joan Pons i altres.
- Novembre 1978 - Maruxa, d'Amadeu Vives, amb Carmen Hernández, Maria Uriz i Sergio de Salas.[29]
- Desembre 1978 - La traviata, de Verdi, amb Mariana Nicolesco, Maria Uriz, Ottavio Garaventa, Joan Pons i altres.
- Desembre 1978 - Maria Stuarda, de Donizetti, amb Montserrat Caballé, Bianca Berini, Eduard Giménez, Enric Serra, Maurizio Mazzieri.
- Gener 1979 - Rigoletto, de Verdi, amb Adriana Anelli, Montserrat Aparici, Maria Uriz, Mercè Nualart, Matteo Manuguerra, Nicolai Gedda/Gianfranco Pastine i altres.
- Gener 1979 - La forza del destino, de Verdi, amb Montserrat Caballé, María Coder/Montserrat Aparici, Pedro Lavirgen/Josep Carreras, Matteo Manuguerra i altres.
- Febrer 1979 - La rondine, de Puccini, amb Yasuko Hayashi, Elena Baggiore, Michele Molese, María Uriz, Rosa Maria Ysàs, Arturo Testa, Josep Ruiz i altres.
- Novembre 1979 - Otello, de Verdi, amb Aurea Gomes, Pedro Lavirgen, Gianpiero Mastromei, Aldo Moroni i altres.
- Desembre 1979 - Rigoletto, de Verdi, amb Adriana Anelli, Montserrat Aparici, Francesca Roig, Umberto Grilli, Matteo Manuguerra, Vincenç Esteve i altres.
- Desembre 1979 - Andrea Chénier, d'Umberto Giordano, amb Montserrat Caballé, Montserrat Aparici, Josep Carreras, Rosa Maria Ysàs, Joan Pons, Piero de Palma i altres.
- Gener 1980 - Lucia di Lammermoor, de Donizetti, amb Adriana Anelli, Beniomino Prior, Leo Nucci, Giancarlo Tosi i altres.
- Gener 1980 - Lakmé, de Léo Delibes, amb Chantal Bastide, Rosa Maria Ysàs, Maía Ángeles Sarroca, Ginés Sirena, Gian Koral i altres.
- Febrer 1980 - Elektra, de Strauss, amb Danica Mastilović, Gerlinde Lorenz, Anny Schlem, Fritzl Uhl, Theo van Gemert i altres.
- Gener 1981 - Carmen, de Bizet, amb Fiorenza Cossotto, Guy Chauvet, Elena Baggiore, Gian Koral i altres.
- Gener 1981 - La traviata, de Verdi, amb Mariana Nicolesco, Francesca Roig, Vincenzo Bello, Antonio Blancas i altres.
- Desembre 1981 - Ernani, de Verdi, amb Olivia Stapp, Joan Pons, Piero Cappuccilli, Nunzio Todisco, Josep Folch i altres.
- Desembre 1981 - Adriana Lecouvreur, de Cilea, amb Montserrat Caballé, Fiorenza Cossotto, Josep Carreras, María Uriz, Piero de Palma, Ivo Vinco i altres.
- Gener 1982 - Lucia di Lammermoor, de Donizetti, amb Cristina Deutekom/Patricia Wise, Alfredo Kraus/Josep Carreras, Norman Phillips/Matteo Manuguerra, Roberto Nalerio-Frachia/Mario Rinaudo i altres.
- Març 1982 - Salome, de Strauss, amb Roberta Knie, Márta Szirmai, Karl-Walter Böhm, James Jonhson, Wilfried Gahmlich, Rosa Maria Ysàs i altres.
- Març 1992 - Mefistofele, d'Arrigo Boito, amb Bonaldo Giaiotti, Luis Lima, Natalia Troiskaia, Montserrat Aparici i altres.
- Maig 1982 - La traviata, de Verdi, amb Catherine Malfitano, María Uriz, Veriano Luchetti, Joan Pons, Piero de Palma i altres.
- Juny 1982 - Don Carlos, de Verdi, amb Montserrat Caballé, Ielena Obratzsova, Josep Carreras, Nicolai Ghiaurov, Piero Cappuccilli, Cristina Carlin, Joan Pons i altres.
- Novembre 1982 - Don Carlos, de Verdi, amb Montserrat Caballé, Ielena Obratzsova, Josep Carreras, Martti Talvela, Matti Salminen, Leo Nucci i altres.
- Febrer 1983 - Luisa Miller, de Verdi, amb Ángeles Gulín, Stefka Mineva, Josep Carreras, Matteo Manuguerra, Justino Díaz i altres.
- Febrer 1983 - La forza del destino, de Verdi, amb Piero Cappuccilli, Giuseppe Giacomini, Eva Marton, Alexandrina Miltxeva, Paul Plishka, Sesto Bruscantini, Piero de Palma i altres.
- Març 1983 - Otello, de Verdi, amb Rosalind Plowright, Carlo Cossutta, Kari Nurmela, Ivo Vinco, Piero de Palma i altres.
- Maig 1983 - Il trovatore, de Verdi, amb Stefka Evstatieva, Ielena Obratzsova, Vicenç Sardinero, Franco Bonisolli, Gianfranco Maganotti i altres.
- Novembre 1983 - Carmen, de Bizet, amb Ielena Obraztsova, Josep Carreras, Silvano Carroli, Alida Ferrarini, Enric Serra, Santos Ariño, María Uriz i altres.
- Desembre 1983 - Aida, de Verdi, amb Ielena Obraztsova, Natalia Troitskaia, Carlo Cossutta, Bonaldo Giaiotti, Matti Salminen, Simon Estes/Joan Pons, Stefan Elenkov.
- Març 1984 - Nabucco, de Verdi, amb Ghena Dimitrova, Rosa Maria Ysàs, Antonio Salvadori, Ievgueni Nesterenko, Josep Ruiz, Giancarlo Tosi, Conrad Gaspà.
- Juny 1985 - Otello, de Verdi, amb Plácido Domingo, Silvano Carroli, Christer Bladin, Alfredo Heilbron, Alfonso Echevarría, Vicenç Esteve i altres.
- Novembre 1985 - Andrea Chénier, de Giordano, amb Lando Bartolini, Vicenç Sardinero, Eva Marton, Rosa Maria Ysàs, Montserrat Aparici i altres.
- Gener 1986 - Manon, de Jules Massenet, amb Ana María González, María Uriz, Rosa Mar´ia Ysàs, Ángeles Sarroca, Alfredo Kraus, Enric Serra, József Dene i altres.
- Març 1986 - Die Frau ohne Schatten, de Strauss, Kathryn Montgomery-Meissner, Ute Trekel-Burckhardt, Ute Vinzing, Julie Griffeth, Anthony Raffell, Klaus Koenig i altres.
- Abril 1986 - Norma, de Vincenzo Bellini, amb Joan Sutherland, Jesús Pinto, Doris Soffel, Giorgio Surian, Antoni Comas.
- Juny 1986 - La traviata, de Verdi, amb Wolfgang Brendel/Leo Nucci, Edita Gruberova, Dennis O'Neill/Alfredo Kraus, María Uriz i altres.
- Març 1987 - Rigoletto, de Verdi, amb Adriana Anelli, Montserrat Aparici, Ángeles Sarroca, Alfredo Kraus, Leo Nucci i altres.
- Desembre 1987 - Cavalleria rusticana, de Pietro Mascagni, amb Ielena Obraztsova, María Uriz, Corneliu Murgu, Enric Serra i altres. El 29 de desembre de 1987 va participar en la seva darrera funció del Liceu.

## Enregistraments
- L'amore dei tre re, òpera d'Italo Montemezzi, amb Dimiter Petkov, Attilio d'Orazi, Pedro Lavirgen, José Manzaneda, Josep Ruiz, Ileana Meriggioli, Carmen Hernández. Orquestra i Cor del Gran Teatre del Liceu, ARKADIA HP 607.2 (enregistrat en directe en 1973, editat en 1994).
- Casta Diva, fragments cantants per Montserrat Caballé, amb altres cantants (Joan Pons i Cecília Fondevila). Piano: Miguel Zanetti i Frederic Mompou. Orquestra Simfònica de Barcelona, dir. Carlo Felice i Gianfranco Massini. RCA CLASSICS (1994).
- Las hilanderas, sarsuela de Josep Serrano, amb María Uriz, Isabel Rivas, Eduard Giménez, Ramón Contreras, Joan Pons, Dalmau González. Orquestra Simfònica de Barcelona, dir. Luis Antonio García Navarro. ALHAMBRA (1976).
- El mal de amores, sarsuela de Josep Serrano, amb María Uriz, Isabel Rivas, Ramón Contreras, Dalmau González. Orquestra Simfònica de Barcelona, dir. Luis Antonio García Navarro. ALHAMBRA (1976).